# Mikelats

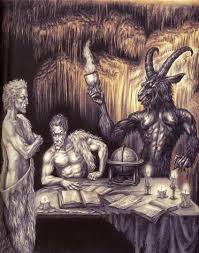
Mikelats i Atarrabi a la cova del diable.

Mikelats és un personatge de la mitologia basca. És un ésser malvat i un dels dos fills de Mari i Sugaar. Ell i el seu germà Atarrabi (assimilat popularment amb Axular), que és el seu contrari, símbol del bé moral, van estudiar a l'escola del diable. En acabar els seus estudis, aquest darrer, a títol de pagament, va fer un sorteig entre els seus alumnes per mantenir-ne un al seu servei.
Mikelats volia destruir els camps de blat de Sara dels quals el seu germà havia esdevingut rector. Per contrarestar el seu pla de destrucció, Atarrabi es va oposar a l'oració. Així és com va salvar els seus propis cultius.
Amb Mari, Mikelats modela tempestes i provoca calamarsa que afecten ramats i destrueixen els cultius.